# Flavia Pennetta
Flavia Pennetta, född 25 februari 1982 i Brindisi, är en italiensk högerhänt före detta professionell tennisspelare.

## Tenniskarriären
Flavia Pennetta blev professionell spelare på WTA-touren i februari 2000. Hon har till augusti 2008 vunnit sex singel- och tre dubbeltitlar på touren och dessutom sju singel- och nio dubbeltitlar i ITF-arrangerade turneringar. Sin högsta ranking i singel, nummer 16, nådde hon i januari 2006. I dubbel rankades hon som bäst som nummer 14 (juli 2006). Pennetta spelade in 1 992 662 US dollar i prispengar.  
Flavia Pennetta vann sju singeltitlar i ITF-turneringar under perioden 1999-2004. Sin första singeltitel på WTA-touren vann hon 2004 i Sopot (finalseger över tjeckiskan Klara Koukalova 7-5 3-6 6-3). Hon vann i februari 2005 ytterligare två singeltitlar, i Bogotá finalbesegrade hon spanjorskan Lourdes Dominguez Lino (7-6 6-4) och i Acapulco slovakiskan Ludmila Cervanova (3-6 7-5 6-3). 
Pennetta vann sina nio dubbeltitlar i ITF-turneringar 1999-2004, varav 4 tillsammans med landsmaninnan Roberta Vinci. WTA-dubbeltitlarna vann hon 2005 och 2006 tillsammans med ryskan Jelena Dementieva och argentinskan Gisela Dulko. Tillsammans med Dementieva nådde Pennetta 2005 dubbelfinalen i US Open. De mötte där Lisa Raymond/Samantha Stosur som vann med 6-2 5-7 6-3. 
Stora delar av säsongen 2006 besvärades Pennetta av en ankelskada vilken tvingade henne att avstå från ett flertal turneringar. Skadeproblemen har fortsatt även under 2007, men hon har ändå presterat ett antal fina turneringsresultat, däribland en singelseger i WTA-turneringen i Bangkok. 
Under år 2008 har hon vunnit två singeltitlar (Viña del Mar, Acapulco) och en dubbeltitel (Estoril med Maria Kirilenko). 
Pennetta deltog i det italienska Fed Cup-laget 2003, 2005-08. Hon har spelat 11 matcher av vilka hon vunnit åtta. Hon deltog i det italienska laget som 2006 vann cup-titeln genom finalseger över Belgien med 3-2 i matcher. Pennetta förlorade i det mötet sin singelmatch mot Justine Henin.

## Spelaren och personen
Flavia Pennetta föddes i en idrottsintresserad familj där föräldrarna och hennes äldre syster spelar amatörtennis. Flavia började spela tennis som 5-åring. Hennes mål är att tillhöra världens tio bästa spelare. Hon har Monica Seles som förebild. 
Pennetta spelade med dubbelfattad backhand. Hon är 172 cm lång och väger 58 kg. Hon är bosatt i Verbier i Schweiz.
Hon avslutade sin karriär efter vinsten i US Open 2015

## WTA-titlar

### Singel (11)
- 2015 - US Open
- 2008 - Viña del Mar, Acapulco
- 2007 - Bangkok
- 2005 - Bogotá, Acapulco
- 2004 - Sopot

### Dubbel (3)
- 2008 - Estoril (med Maria Kirilenko)
- 2006 - Bogotá (med Gisela Dulko)
- 2005 - Los Angeles (med Jelena Dementieva)